# 瓦尔纳罗马浴场
罗马浴场位于保加利亚东北部的港口城市瓦尔纳，是一组古罗马浴场建筑群。它位于现代瓦尔纳城的东南方，建立于公元2世纪晚期，是巴尔干半岛现存最大的古罗马浴场，也是欧洲现存的第四大古罗马浴场。

## 历史
瓦尔纳在古代曾是色雷斯人的聚居地，后来希腊人在此定居。它在公元15年成为罗马帝国默西亚的一部分，享有部分自治权。古罗马在此兴建的浴场使用了大约100年，直到公元3世纪。人们在遗址中发现了罗马皇帝塞普蒂米乌斯·塞维鲁时期的硬币。一千多年之后，公元14世纪，手工业者们在浴场的遗迹上盖起了作坊。
1906年，奥匈帝国的学者卡琳卡首先将浴场遗迹认定为古物。之后，捷克考古学家卡雷尔·什科皮尔和赫尔曼·什科皮尔兄弟对此遗迹作了进一步的研究。从1959年到1971年，米尔切夫率领团队发现了更大部分的遗迹。2013年8月，瓦尔纳市下令紧急保护价值125,000列弗的浴场遗址。

## 布局
浴场的遗迹位于现在瓦尔纳市东南方，圣斯蒂凡街和汉克鲁姆街交汇处。它占地7,000平方（75,000平方英尺），穹顶上达20—22（66—72英尺）。它是欧洲现存的古罗马浴场中面积第四大的，仅次于帝国首都罗马的卡拉卡拉浴场和戴克里先浴场，以及位于今德国特里尔的浴场。它还是巴尔干地区最大的古浴场和今日保加利亚疆域内现存的最大古建筑。
瓦尔纳的这座罗马浴场备有齐全的设施，包括更衣室、冷水池、温水池、热水池和一间角力学校。热量由热炕提供。